# The Obelisk
The Obelisk ist eine markante und 750 m hohe Felsnadel im Süden der westantarktischen Alexander-I.-Insel. Inmitten der Staccato Peaks ragt sie 29 km westnordwestlich des Mimas Peak auf. Von ihr ausgehend erstreckt sich in südwestlicher Richtung der Polarstar Ridge.
Der US-amerikanische Polarforscher Lincoln Ellsworth fertige am 23. November 1935 die ersten Luftaufnahmen an, die dem US-amerikanischen Kartografen W. L. G. Joerg für eine grobe Kartierung dienten. Eine neuerliche Kartierung nahm der britische Geograph Derek Searle 1960 anhand von Luftaufnahmen der US-amerikanischen Ronne Antarctic Research Expedition (1947–1948) vor. Das UK Antarctic Place-Names Committee benannte die Felsnadel 1961 nach ihrer Ähnlichkeit mit einem Obelisken.